# Editto di Serdica

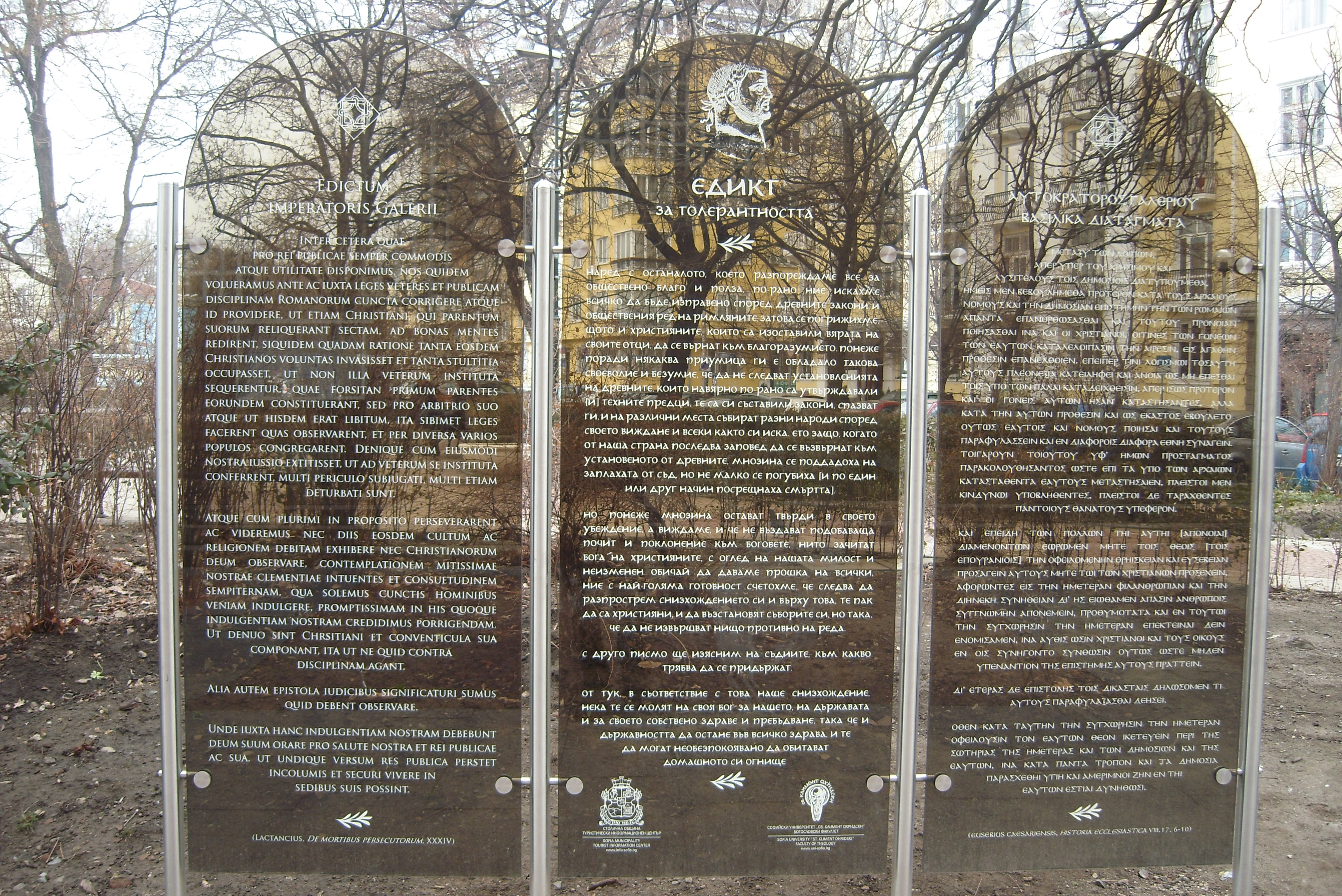
Placca trilingue (latino, bulgaro, greco), contenente l'editto, di fronte alla chiesa di Santa Sofia, a Sofia (Bulgaria).

L'editto di Serdica (o editto di Galerio) fu emesso il 30 aprile 311 a Serdica (attuale Sofia) dal Primus Augustus Galerio a nome del collegio tetrarchico che reggeva l'Impero romano. Con esso il cristianesimo otteneva implicitamente lo status di religio licita, ovvero culto riconosciuto ed ammesso dall'Impero. Fu il primo editto di tolleranza dei cristiani, avendo preceduto di due anni l'editto di Milano.

## Storia
Il 23 febbraio 303 (il 1056 ab urbe condita), in occasione della festa dei Terminalia, l'imperatore romano Diocleziano emanò, su proposta di Galerio, un editto persecutorio. L'editto prescriveva: 
- l'abbattimento delle chiese e il rogo delle Sacre Scritture;
- la confisca dei beni ecclesiastici;
- il divieto per i cristiani di intentare azioni legali collettive;
- la perdita di carica e privilegi per i cristiani di alto rango che si rifiutassero di abiurare;
- l'arresto di alcuni funzionari statali.

A quel tempo, Galerio rivestiva la carica di Cesare dell'Impero romano, la seconda autorità più importante dopo quella dell'Imperatore.

Il 1º maggio 305, Diocleziano abdicò; Galerio, suo successore, continuò l'attività di persecuzione in Oriente fino al 311, quando, il 30 aprile, concesse ai cristiani il perdono, la libertà di culto e, implicitamente, lo status di religio licita. Galerio morì cinque giorni dopo.

## Testo
Promulgato anche a nome degli altri membri ufficiali del collegio tetrarchico, l'editto segnò la fine delle persecuzioni contro i cristiani.
Ma, per varie ragioni, i cristiani erano stati colpiti da una tale ostinazione e da una tale follia che non vollero più seguire le tradizioni degli antichi, istituite forse dai loro stessi antenati. Essi adottarono a loro arbitrio, secondo il proprio intendimento, delle leggi che osservavano strettamente e riunirono folle di persone di ogni genere in vari luoghi.
Perciò quando noi promulgammo un editto con il quale si ingiungeva loro di conformarsi agli usi degli antenati, molti sono stati perseguiti, molti sono stati anche messi a morte. Ciononostante, sebbene la maggior parte di loro persistesse nel proprio convincimento, abbiamo visto che alcuni di essi né tributavano agli dèi la reverenza e il timore loro dovuti, né adoravano il Dio dei cristiani.
Considerando la nostra benevolenza e la consuetudine per la quale siamo soliti accordare il perdono a tutti, abbiamo ritenuto di estendere la nostra clemenza anche al loro caso, e senza ritardo alcuno, affinché vi siano di nuovo dei cristiani e [affinché] si ricostruiscano gli edifici nei quali erano soliti riunirsi, a condizione che essi non si abbandonino ad azioni contrarie all’ordine costituito.
Con altro documento daremo istruzioni ai governatori su ciò che dovranno osservare. Perciò, in conformità con questo nostro perdono, i cristiani dovranno pregare il loro dio per la nostra salute, quella dello Stato, e di loro stessi, in modo che l’integrità dello Stato sia ristabilita dappertutto ed essi possano condurre una vita pacifica nelle loro case.»
(Il testo dell'edito è conservato in latino da Lattanzio nel De mortibus persecutorum, I, 34, 1-5, mentre è tramandato in greco da Eusebio di Cesarea nella Storia Ecclesiastica, VIII, 17.)